# Royal Warrant (81/1945)
Der Royal Warrant (Regulation of the Trial of War Criminals) vom 14. Juni 1945 bildete die Rechtsgrundlage für die britischen NS-Prozesse gegen Kriegsverbrecher. Er wurde als Army Order 81/1945 veröffentlicht und erlangte Gesetzeskraft.
Zweck war die Ahndung von Verstößen gegen das Kriegsvölkerrecht (Gesetze und Gebräuche des Krieges) in allen militärischen Konflikten ab dem 2. September 1939, dem Tag des Ultimatums an Deutschland nach dem Überfall auf Polen. Damit wurde die britische Militärgerichtsbarkeit zur Bestrafung deutscher Kriegsverbrechen – gestützt auf das allgemeine Kriegsvölkerrecht – vorgesehen. Festgelegt wurde die Einberufung und Besetzung der Gerichte, die Beweis- und Verfahrensregeln (unter Anwendung des Manual of Military Law) sowie Strafen und Strafmaß. Die Kriegsverbrechen wurden sehr allgemein gefasst als Verletzung der Kriegsgesetze und Gebräuche. Die Definition der Kriegsverbrechen ist größtenteils deckungsgleich zu den Bestimmungen des Nürnberger Internationalen Militärgerichtshofes. Nicht zuständig waren die unter dem Royal Warrant gebildeten Militärgerichte für Verbrechen gegen den Frieden und Verbrechen gegen die Menschlichkeit. Die Richterbank der Militärgerichte bestand immer aus zwei Offizieren und einem Gerichtspräsidenten. Rechtsmittel gegen ein bestätigtes Urteil gab es keine. Die Angeklagten konnten zwischen Urteilsverkündung und Bestätigung Petitionen um Gnade oder Strafmilderung einreichen. Der Royal Warrant sah eine gelockerte Beweispflicht vor, so dass der Nachweis der organisatorischen Mitverantwortung an Straftaten für eine Verurteilung ausreichte. Ein Prinzip, das die deutsche Nachkriegsjustiz erst in jüngster Vergangenheit gegen hochbetagte potentielle NS-Täter wiederentdeckte.
Der Royal Warrant wurde zwar formell nie aufgehoben aber 1991 wurde der zeitgemäßere War Crimes Act geschaffen.